# 辻憲行
辻 憲行（つじ のりゆき、1970年 - ）は、日本のキュレーター。芸術係数主宰。

## 概要
1970年、大分県生まれ。
山口大学大学院人文科学研究科美学美術史専攻修了。
1998年から2006年まで秋吉台国際芸術村（山口県）にてチーフ・キュレーターを経て、2008年から2010年まで東京都写真美術館学芸員。

## 企画
- 「アート・イン・ザ・ホーム」（2001）
- 「チャンネル０」（2004）
- 「トランスフォーマー」（2005）
- 第1回／第２回恵比寿映像祭（2009/2010）[6]
- 藤城嘘個展「キャラクトロニカ」（2013）
- 「ア・ワールド・ピクチュア」展（2013）[7]

## 翻訳
ニコラ・ブリオー『関係性の美学』（水声社、2023年）